# Yakutskaya Laika
Der Yakutskaya Laika (dt. auch Jakutischer Laika) ist eine von der FCI im Jahre 2019 vorläufig anerkannte Hunderasse, deren Ursprungsregion in Nordostsibirien (Region Jakutien, russisch Якутия) liegt. Sie gehört zur Gruppe 5, Sektion 1: Nordische Schlittenhunde. Bei der RKF hat der 2005 aufgestellte Rassestandard die Nummer 5 (57).

## Herkunft und Geschichtliches
Der Yakutskaya Laika ist ein typischer nordischer Hund vom Urtyp. Die Wurzeln der Rasse liegen in der Kolyma-Region Nordostsibiriens (Region Jakutien, russisch Якутия). Vertreter der Rasse flossen in die durch Leonard Seppala begründete Zucht des Siberian Husky ein. Der Pelzhändler William Goosak hatte 1909 Hunde verschiedener sibirischer Völker nach Alaska importiert.
Die Rasse war bis in die neunziger Jahre vom Aussterben bedroht. Begründet durch Wladimir Djatschkow und Lena Sidorowa konnte die Rasse innerhalb Jakutiens nun erhalten werden. Ein Zuchtpaar wurde durch Erwin van Wel im Jahr 2002 nach Deutschland importiert.
Yakutskaya Laika können als Schlittenhund, für Hütearbeit und die Jagd verwendet werden. Der Jakutische Laika wurde in der Antike von den Völkern Jakutiens bei der Jagd auf Säugetiere und Vögel eingesetzt; die Hunde waren ihre unentbehrlichen Helfer. Dies ist ein vielseitiger Hund mit ausgezeichnetem Geruchssinn, Gehör und Vision, starkem Jagdtrieb und Ausdauer.

## Beschreibung
Der Jakutische Laika ist ein leichter aber kräftiger, gut proportionierter Hund mittlerer Größe. Die Rasse hat ein für das Leben im arktischen Klima angepasstes dichtes Haarkleid. Er ist ein aktiver, flinker, neugieriger Hund mit einem freundlichen und folgsamen Charakter sehr umgänglich und absolut nicht aggressiv. Rüden werden 53–58 cm hoch (Optimum 55 cm). Hündinnen sind 52–55 cm hoch (Optimum 54 cm). Die Körperstruktur ist kräftig, mit gut entwickelten Knochen und Muskeln, etwas länger als hoch. Sein Kopf ist keilförmig, zur Größe des Hundes proportional. Gerundete, genügend hohe Stirn, umfangreich und ein bisschen länger als der Fang, deutlicher Stopp. Die Länge des Fangs misst etwa ½ Länge des Schädels. Die Lefzen sind gerundet und trocken, geschlossen, Scheren- oder Zangengebiss. Die Augen sind weit, mandelförmig eingesetzt, nicht hervortretend und nicht tiefliegend. Sie dürfen blau, dunkelbraun oder jedes Auge verschiedenfarbig sein. Die Augenlider mit schwarzen oder braunen Lidrändern abgesetzt je nach Farbe der Nase. Bei weißen Hunden dürfen die Lidränder mit Unterbrechungen pigmentiert sein. Die Ohren liegen breit an der Basis, dreieckig, beweglich und Stehohr oder Halb-Stehohr, dick und mit dichter Unterwolle behaart. Die Ohren können leicht rückwärts gefaltet werden. Das Haar ist dick, mit dichter Unterwolle, glänzend, gerade und dicht. Gute dichte Behaarung an den Beinen; wichtig der Hals/Kragen ist üppig entwickelt. Die Rute ist buschig mit dicken Haaren. Die Farben sind gescheckt in allen Farben schwarz und weiß, grau und weiß, mit roten Flecken und rot und weiß gescheckt. Fehler sind einheitlich schwarz gefärbt, jede einheitliche Färbung außer weiß. Ihr Gangwerk ist ein schneller, federnder, aktiver Trab, wenn der Hund schnell läuft.

## Wesen
Er ist Beutetieren gegenüber aggressiv und dem Menschen weich und sanft zugetan. Jakutische Laiki sind nicht anspruchsvoll und bestehen im harten arktischen Klima des Nordens. Unter den rauen Bedingungen in Jakutien sind sie ausgezeichnet arbeitende Hunde; sie können in kleinen Gruppen von der Morgendämmerung bis zum Sonnenuntergang arbeiten. Die Völker des ausgedehnten Territoriums von Jakutien sind seit dem Altertum Rentierhirten und Jäger, und Hunde waren stets ihre unentbehrlichen Helfer. In den polaren Küsten-Regionen wurde der Jakutische Laika vornehmlich als Schlittenhund eingesetzt.

## Verwendung
Sein Hauptzweck ist das Schlittenziehen und die Jagd.